# Драз махала
Драз махала е квартал на българската столица София, разположен в северната част на центъра на града. Махалата е заключена от улиците „Сливница“, „Мария Луиза“, „Константин Стоилов“ и „Козлодуй“.
До 1890 година районът е бостан, напояван от минаващата край него Владайска река. Голяма част от Драз махала е собственост на хаджи Мано Стоянов. На Стоянов е кръстен дървеният мост, който в мийалото прехвърля Владайска река между съвременните улици „Цар Самуил" и „Братя Миладинови". По-масовото застрояване започва около 1900 година.
В Драз махала се намира и оцелялата и до 20-те години на XXI век ковачница „Крали Марко“, зад която се намира къщата, построена от бащата на писателя Павел Вежинов. Ковачницата е основана през 1799 година, когато се е намирала извън София, на пътя, водещ към Искърското дефиле и Северна България. С развитието на София и създаването на Сточна гара махалата става известна и като „Каруцарската махала“, заради десетките каруци, които прекарват товарите от Сточна гара по цяла София.

## Личности
- Революционерът от Прилеп Гьорче Петров.[4]
- Войводата от Злетово Славчо Абазов.[4]
- Писателят Павел Вежинов.[5]
- Министърът на външните работи Иван Башев
- Писателят Емил Манов
- Художникът Владимир Димитров – Майстора[6]